# AGO C.I
O AGO C.I foi um avião de reconhecimento biplano, monomotor alemão de dois lugares em configuração de impulsão, utilizado a partir de 1915.

## Projeto
A tripulação e o motor em configuração de impulsão, ocupavam a mesma nacele central que também suportava o trem de pouso de quatro rodas, e os dois braços laterais sustentavam a cauda. O observador ficava posicionado no nariz do avião e estava armado com uma metralhadora.
Um único exemplar foi equipado com flutuadores para missões de patrulha costeira para a marinha alemã, com a designação de C.I-W.

## Usuários
- Império Alemão

## Especificação
Estas são as características do AGO C.I
- Características gerais:
  - Tripulação: dois
  - Comprimento: 9 m
  - Envergadura: 15 m
  - Altura: 3,5 m
  - Área da asa: 41,50 m²
  - Motor: 1 x Mercedes D.III, um 6 cilindros em linha, refrigerado à água, de 158 hp.

- Performance:
  - Velocidade máxima: 140 km/h
  - Alcance: 480 km
  - Teto de Serviço: 4.800 m

- Armamento:
  - Armas:
    - 1 x metralhadora Parabellum MG 14 de 7,92 mm